# Diga di Zeuzier
La diga di Zeuzier o diga di Tseuzier o anche diga del Rawil è una diga ad arco situata in Svizzera, nel Canton Vallese, sul confine tra i comuni di Ayent e Icogne.

## Descrizione
Inaugurata nel 1957, ha un'altezza di 156 metri, che ne fa la sesta diga più alta della Svizzera, il coronamento è lungo 256 metri. Il volume della diga è di 300.000 metri cubi.
Il lago creato dallo sbarramento, il lac de Tseuzier, ha un volume massimo di 51 milioni di metri cubi, una lunghezza di 1,3 km e un'altitudine massima di 1777 m s.l.m. Lo sfioratore ha una capacità di 60 metri cubi al secondo.
Le acque del lago vengono sfruttate dall'azienda Electricité de la Lienne SA di Sion.

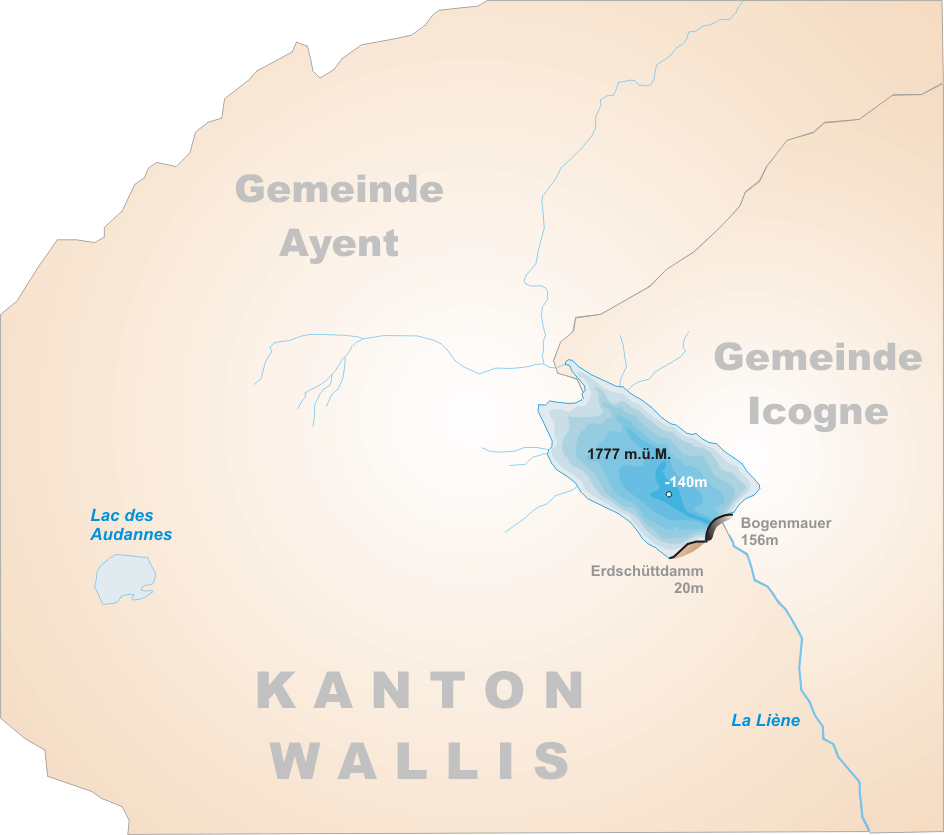
Mappa del lago